# یخچال چشمه گاه
یخچال چشمه گاه مربوط به سده‌های متاخر دوران‌های تاریخی پس از اسلام است و در شهرستان مانه و سملقان، بخش مانه، دهستان اترک، روستای چشمه گاه واقع شده و این اثر در تاریخ ۲۷ بهمن ۱۳۸۷ با شمارهٔ ثبت ۲۴۶۵۴ به‌عنوان یکی از آثار ملی ایران به ثبت رسیده است.